# Jennifer Braun
Pour les articles homonymes, voir Braun.
Jennifer Braun (née le 28 avril 1991 à Rüdesheim am Rhein) est une chanteuse allemande.

## Biographie
Fille d'une vendeuse et d'un représentant en industrie, elle vit à Eltville et fréquente l'école privée Obermayr à Wiesbaden-Erbenheim, où elle a obtenu en 2012 le diplôme d'entrée à l'université. Jusqu'au début de 2010, elle chante avec son groupe Rewind aux festivals de la ville et au festival du vin à Wiesbaden.
En tant que chanteuse solo, elle participe à la septième saison de Deutschland sucht den Superstar en 2010, mais ne se qualifie pas pour la série d'émissions qui commence le 7 janvier 2010.
Elle tente de nouveau sa chance au concours de sélection de l'Allemagne pour le Concours Eurovision de la chanson 2010. Elle est retenue début février 2010 pour être des vingt finalistes. Elle passe cinq rondes d’élimination et est des quatre derniers participants des demi-finales. En finale, elle interprète I Care for You écrite à l'occasion par Martin Fliegenschmidt, Claudio Pagonis et Max Mutzke.
Les titres Bee et Satellite, en revanche, furent sélectionnés au préalable parmi 300 compositions pour le spectacle final et sont également interprétés par la concurrente de Braun, Lena Meyer-Landrut. Elle échoue en finale.
I Care for You atteint la dixième place du hit-parade allemand dans la semaine qui suit la finale de Unser Star für Oslo. En Autriche, la chanson est aussi classée dans les meilleures ventes. Les interprétations des autres chansons de la finale font partie du top 40 en Allemagne. Le 24 mai 2010, elle apparaît avec son groupe Rewind dans l'édition de Pentecôte de ZDF-Fernsehgarten.
En juillet 2011, Braun est présente aux 14 étapes du programme SachsenSommerRadTour.
Depuis que Jennifer Braun a quitté l'école en 2012, elle est assistante commerciale à temps partiel. En 2012, elle donne plus de 40 concerts et rejoint le collectif de musique Die Dicken Kinder.
En décembre 2012, Braun participe au projet de charité A New Day. La chanson du même nom, qu’elle enregistre avec d’autres anciens participants à télécrochets tels que Daniel Schuhmacher, Lisa Bund ou Leo Rojas, est publiée en téléchargement et sur un Maxi CD. Les recettes vont au fonds de secours aux sinistrés d'Aktion Deutschland Hilft.
Peu de temps après sa participation à Unser Star für Oslo, elle commence à enregistrer un album avec le producteur Peter Ries. En 2013, Braun reprend l'enregistrement dans de nouvelles conditions.
Jennifer Braun est animatrice depuis 2015. Elle présente la série My Race Hub et accompagne l’équipe de course de Mercedes-Benz dans les étapes du DTM.

## Discographie
Singles
- 2010 : I Care for You
- 2010 : Bee
- 2010 : Satellite
- 2011 : Jetzt und für immer
- 2011 : Over Being Over

## Source de la traduction
- (de) Cet article est partiellement ou en totalité issu de l’article de Wikipédia en allemand intitulé « Jennifer Braun » (voir la liste des auteurs).